# Purgałki
Purgałki (deutsch Purgalken) ist ein Dorf in der polnischen Woiwodschaft Ermland-Masuren. Es gehört zur Gmina Iłowo-Osada (Landgemeinde Illowo) im Powiat Działdowski (Kreis Soldau).

## Geographische Lage
Purgałki liegt 500 Meter südlich des Flüsschens Neide (polnisch Nida) im Südwesten der Woiwodschaft Ermland-Masuren, 17 Kilometer südwestlich der einstigen Kreisstadt Neidenburg (polnisch Nidzica) bzw. zehn Kilometer südöstlich der heutigen Kreismetropole Działdowo (deutsch Soldau i. Ostpr.).

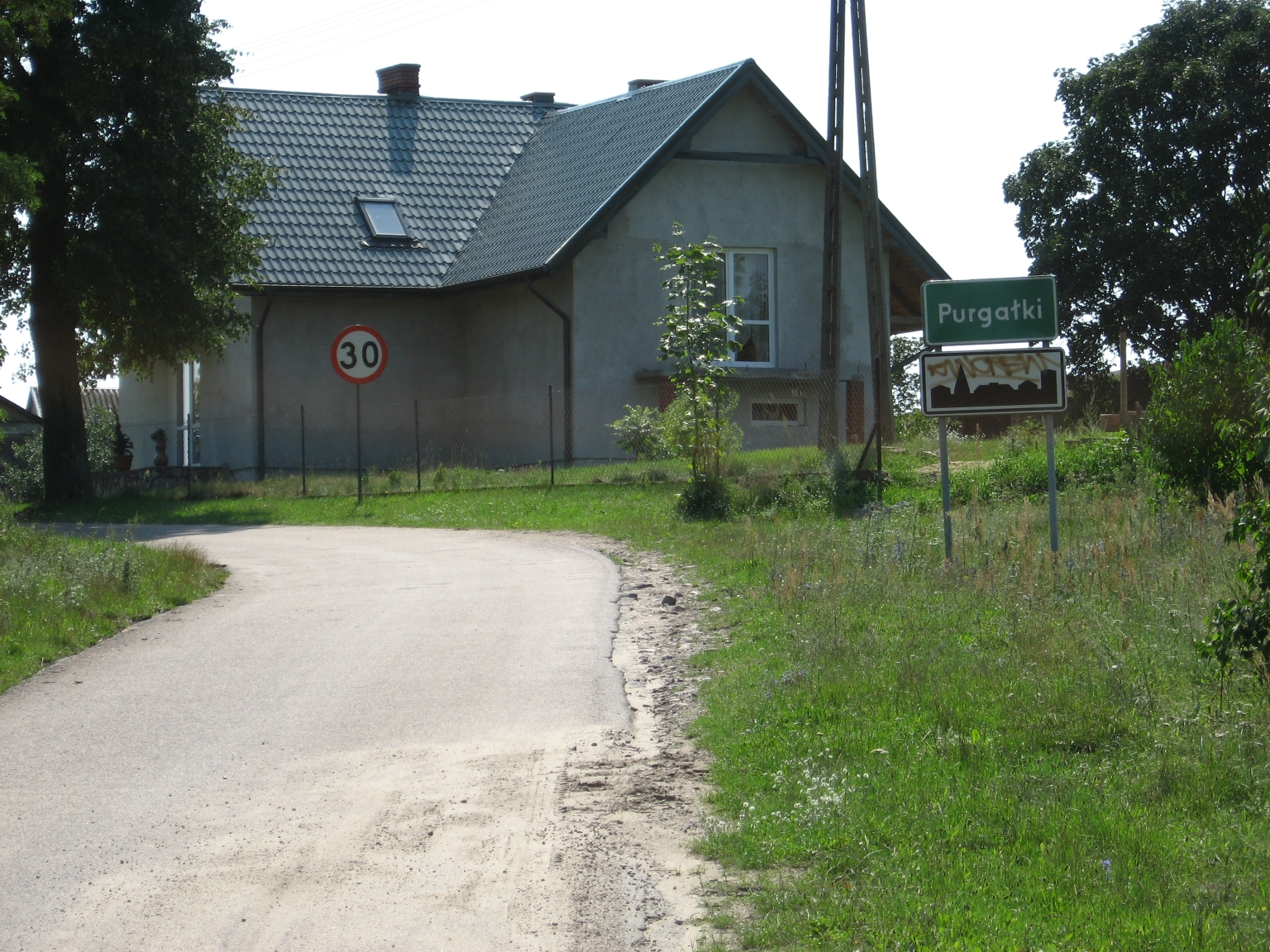
Ortseinfahrt Purgałki

## Geschichte
In dem kleinen Dorf Purgalken gab es im Jahre 1785 drei Feuerstellen, im Jahre 1820 bereits sechs Feuerstellen. 1820 wurde es „Adlig Dorf“ genannt. Als solches kam es 1874 zum neu errichteten Amtsbezirk Kyschienen (polnisch Kisiny) im ostpreußischen Kreis Neidenburg. Die Zahl der Einwohner belief sich im Jahre 1910 auf 151.
Am 10. Januar 1920 kam Purgalken mit allen Orten im Soldauer Gebiet an Polen. Es erhielt die polnische Ortsbezeichnung „Purgałki“ und kam erst am 26. Oktober 1939 wieder zum Deutschen Reich und am 24. April 1940 zum Kreis Neidenburg. In diesen Jahren stand hinter dem Dorf das Haus des Straż Granicza (= Grenzschutz).
Zu Polen kam Purgalken erneut 1945 in Kriegsfolge, jetzt mit dem gesamten südlichen  Ostpreußen. Heute ist Purgałki eine Ortschaft im Verbund der Gmina Iłowo-Osada (Landgemeinde Illowo) im Powiat Działdowski (Kreis Soldau). bis 1998 der Woiwodschaft Ciechanów, seither der Woiwodschaft Ermland-Masuren zugehörig. Im Jahre 2011 zählte das Dorf 84 Einwohner.

## Kirche
Bis 1945 war Purgalken resp. Purgałki in die evangelische Kirche Narzym in der Kirchenprovinz Ostpreußen der Kirche der Altpreußischen Union bzw. in der Unierten Evangelischen Kirche in Polen, außerdem in die römisch-katholische Kirche Bialutten (polnisch Białuty) eingepfarrt.
Heute gehört Purgałki katholischerseits immer noch zu Białuty, jetzt in der Region Brodnica (Strasburg) im Bistum Toruń (Thorn). Evangelischerseits ist das Dorf zur Erlöserkirche Działdowo (Soldau) in der Diözese Masuren der Evangelisch-Augsburgischen Kirche in Polen hin orientiert.

## Schule
Das Schulgebäude aus wilhelminischer Zeit ist bis heute erhalten.

## Verkehr
Purgałki liegt an einer Nebenstraße, die die Woiwodschaftsstraße 544 bei Iłowo-Osada (Illowo) mit der Schnellstraße 7 (auch: Europastraße 77) bei Powierz (Powiersen, 1938 bis 1945 Waldbeek) verbindet. Eine von Brodowo (Brodau) kommende Nebenstraße endet in Purgałki. Eine Anbindung an den Bahnverkehr besteht nicht.

## Persönlichkeit
- Kurt Pritzkoleit (* 19. September 1904 in Purgalken), deutscher Journalist und Schriftsteller († 1965)